# Battaglia di Long Island
La battaglia di Long Island, combattuta il 27 agosto 1776, fu una sconfitta per l'Esercito Continentale del generale George Washington e l'inizio di una campagna di successi che diede ai britannici il controllo della città di New York. Avvenuta durante la guerra d'indipendenza americana, la battaglia fu il primo grande scontro armato dopo la dichiarazione d'indipendenza del 4 luglio 1776 e fu inoltre la più grande battaglia, per dimensioni degli eserciti, di tutto il conflitto.
Dopo la sconfitta britannica nell'assedio di Boston, sancita il 17 marzo 1776, il generale Washington condusse l'Esercito continentale in difesa della città di New York, allora limitata all'estremità meridionale dell'isola di Manhattan. Washington stabilì delle difese lungo la baia della città e attese gli inglesi. In luglio, i soldati britannici del generale William Howe sbarcarono su Staten Island, dove nei mesi successivi, con l'arrivo di cospicui rinforzi di mercenari tedeschi, i cosiddetti "assiani", arrivarono a contare 32 000 uomini. Washington, ritenendo che Manhattan fosse il primo obiettivo inglese, spostò lì il grosso delle sue forze.
Il 22 agosto, i britannici e gli assiani sbarcarono su Long Island. Dopo cinque giorni di attesa, attaccarono le difese americane a Guan Heights, sfruttando un attacco sul fianco che colse di sorpresa i difensori. Gli americani persero il venti per cento degli uomini e si ritirarono sulle difese a Brooklyn Heights, dove i britannici cominciarono a preparare l'assedio. Nella notte tra il 29 e il 30 agosto, però, Washington fece evacuare tutti i suoi uomini su Manhattan. Dopo diverse sconfitte, l'Esercito continentale perse New York e fu costretto a ritirarsi nel New Jersey e in Pennsylvania.

## Antefatti

### Da Boston a New York
Nella prima fase della guerra, parte dell'Esercito britannico fu intrappolata a Boston dai ribelli fino al 17 marzo, quando salpò alla volta di Halifax, dove attese i rinforzi. Washington quindi cominciò a trasferire i suoi reggimenti verso New York, che credeva sarebbe stato il prossimo obiettivo inglese a causa dell'importanza strategica della città. Washington lasciò Boston il 4 aprile, arrivando a New York il 13 aprile, quando incontrò il generale Charles Lee che aveva precedentemente inviato a New York per realizzare le difese cittadine progettate per impedire solamente le manovre terrestri, poiché gli inglesi governavano i mari. Per questi motivi, le barricate e le ridotte furono posizionate all'interno e nei dintorni della città e nell'area di Brooklyn Heights, oltre l'East River. La zona fu inoltre ripulita da tutti i lealisti, favorevoli alla Corona britannica.

### La situazione americana

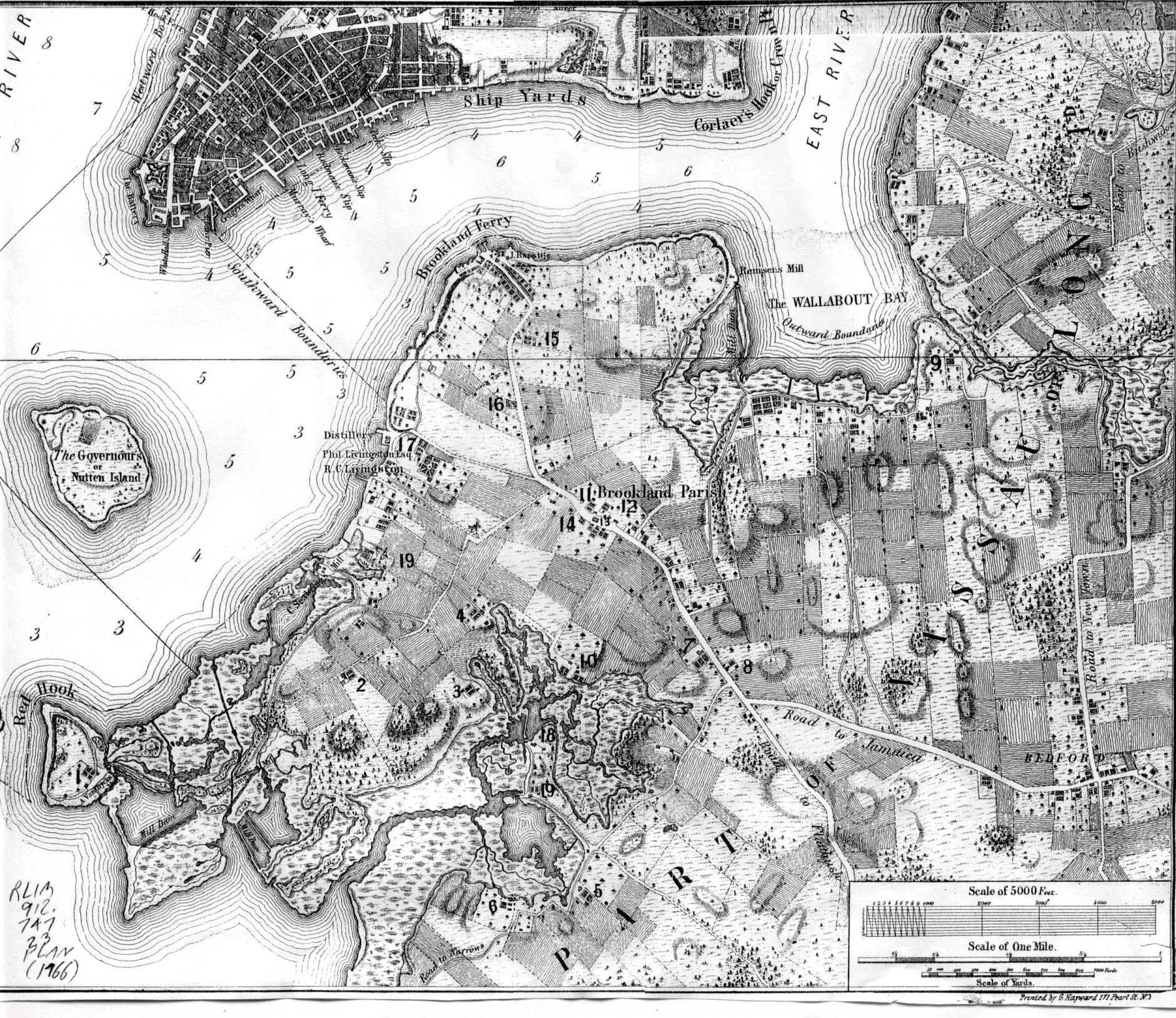
Mappa di Bernard Ratzer basata sui suoi studi tra il 1766 e il 1767

Washington cominciò a spostare le sue truppe a Brooklyn ad inizio maggio perciò in poco tempo furono posizionate alcune centinaia di uomini a Brooklyn. Sul lato orientale dell'East River furono realizzati quattro forti: Fort Stirling a ovest di Brooklyn Heights, Fort Putnam, Fort Greene e Fort Box. Questi forti, circondati da un largo fossato, erano collegati da una serie di trincee ed possedevano un totale di 36 cannoni. Fort Defiance venne costruito più a sud-ovest e inoltre furono posizionate diverse serie di batterie su Governors Island, a Fort George e su Manhattan, puntate sull'East River.
Washington era stato autorizzato dal Congresso a reclutare fino a 28 500 uomini tuttavia, quando giunse a New York, le sue forze contavano su 19 000 soldati. Tra essi, la disciplina era inadeguata: i compiti giornalieri non venivano eseguiti, i moschetti venivano lasciati nei campi, la selce era rovinata, le baionette venivano usate come coltelli per tagliare il cibo e le armi non subivano la manutenzione necessaria.
Il comandante dell'artiglieria, Henry Knox, persuase Washington a trasferire dai 500 ai 600 soldati, a cui mancavano i moschetti, a manovrare l'artiglieria. Ad inizio giugno, Knox e Greene ispezionarono l'area a nord della città per decidere dove posizionare Fort Washington. Venne deciso di costruire un altro fort, Fort Constitution, in seguito rinominato Fort Lee, sul fiume Hudson, il cui scopo sarebbe stato quello di scoraggiare gli inglesi a navigare lungo il fiume.

### L'arrivo britannico

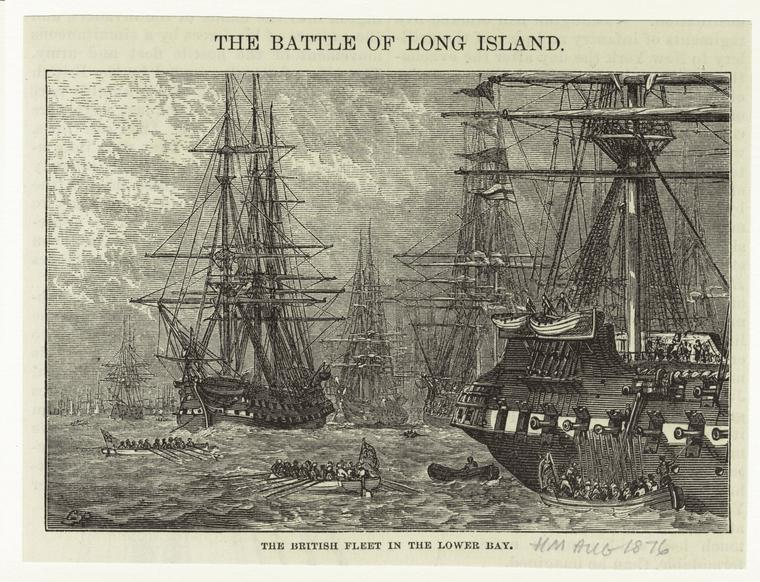
La flotta britannica al largo di Staten Island, Harpers Magazine 1876

Il 28 giugno, Washington venne a sapere che la flotta britannica era salpata da Halifax il 9 giugno e che era diretta verso New York. Il 29 giugno, da Staten Island, giunsero notizie che la flotta inglese era apparsa all'orizzonte. In poche ore, 45 navi britanniche gettarono l'ancora nella zona esterna della baia di New York. Meno di una settimana dopo, a Staten Island vi erano 130 navi, al comando dell'ammiraglio Richard Howe. Con la notizia dell'arrivo britannico, la popolazione si gettò nel panico mentre i soldati ribelli corsero ai loro posti. Il 2 luglio, le truppe inglesi cominciarono a sbarcare a Staten Island. I soldati regolari dell'Esercito continentale sparò qualche colpo prima di ritirarsi mentre i miliziani newyorkesi passarono alla sponda inglese.
Il 6 luglio, giunse a New York la notizia che il Congresso aveva votato a favore dell'indipendenza. Il 9 luglio, alle ore 18:00, Washington aveva stabilito che diverse delle sue brigate si trovassero in città in modo che potessero ascoltare la lettura della Dichiarazione di indipendenza degli Stati Uniti, al termine della quale una folla demolì la statua di re Giorgio III del Regno Unito. Il corpo della statua fu portato in Connecticut e riusato per realizzare munizioni per i moschetti.
Il 12 luglio, le navi britanniche Phoenix e la HMS Rose salparono dirette alla foce dell'Hudson da dove, in risposta al fuoco delle batterie americane di Fort George, di Brooklyn e di Governors Island, bersagliarono la città. Le navi viaggiarono lungo le sponde del New Jersey e attraverso l'Hudson oltrepassarono Fort Washington e, di notte, giunsero a Tarrytown, nella zona più selvaggia del fiume. Lo scopo di questo viaggio era tagliare i rifornimenti americani ed incoraggiare i lealisti ad appoggiare ancor più la causa inglese. Le uniche vittime della giornata furono sei americani che rimasero uccisi nell'esplosione del loro stesso cannone.

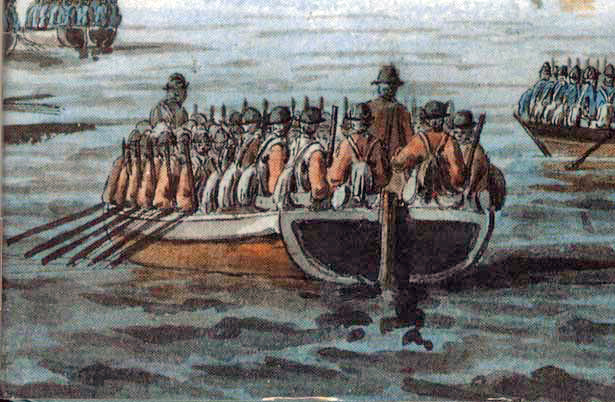
Truppe britanniche durante l'invasione di Long Island; si vedono inoltre i soldati assiani nelle loro divise blu

Il giorno seguente, il 13 luglio, il generale Howe tentò di aprire i negoziati con gli americani inviando una lettera al generale Washington, consegnata dal tenente Philip Brown che giunse con una bandiera bianca. La lettera era indirizzata a "George Washington, Esq." Brown fu accolto da Joseph Reed, il quale, su ordine di Washington, si affrettò a raggiungere la riva del East River assieme a Henry Knox e Samuel Webb. Washington chiese inoltre ai suoi ufficiali se avrebbe dovuto riceverlo o no, dato che la lettera non gli riconosceva il grado di generale, e anonimamente i graduati risposero di no. Brown allora riferì a Reed che non vi era nessuno nel loro esercito con il titolo di Esq.. Il 16 luglio, Howe tentò nuovamente stavolta indirizzando la richiesta a "George Washington, Esq., etc., etc." ma l'esito fu il medesimo. Il giorno seguente, Howe inviò il capitano Nisbet Balfour a chiedere se Washington avrebbe accettato di incontrare l'aiutante di Howe. Washington accettò e l'incontro venne fissato per il 20 luglio. Il colonnello James Patterson, l'aiutante di Howe, disse a Washington che il generale britannico aveva ricevuto la delega per garantire il perdono ufficiale ai ribelli ma il comandante americano rispose che chi non ha colpa non ha bisogno del perdono, affermazione che sarebbe stata elogiata in tutti gli Stati Uniti.
Nel frattempo, le navi britanniche continuarono ad arrivare. Il 1º agosto, giunsero 45 navi con a bordo i generali Henry Clinton e Charles Cornwallis assieme a 3 000 soldati. Al 12 agosto, altri 3 000 soldati inglesi e 8 000 assiani giunsero tra le file dei britannici. A questo punto le forze controrivoluzionarie contavano 400 navi, di cui 73 da guerra, e 32 000 soldati accampati a Staten Island. Di fronte ad un tale esercito, Washington era certo di doversi aspettare un attacco. Sia Greene che Reed ritenevano che gli inglesi avrebbero attaccato Long Island mentre Washington pensava che l'attacco a Long Island sarebbe stato un diversivo per l'attacco principale che, a parere suo, sarebbe avvenuto a Manhattan. Gli americani divisero quindi il loro esercito in due, posizionandone metà a Manhattan e l'altra metà a Long Island, quest'ultima al comando di Greene. Il 20 agosto, Greene si ammalò e fu costretto a ritirarsi in una casa a Manhattan per curarsi. John Sullivan fu posto al comando finché Greene non sarebbe stato in grado di riprendere servizio.

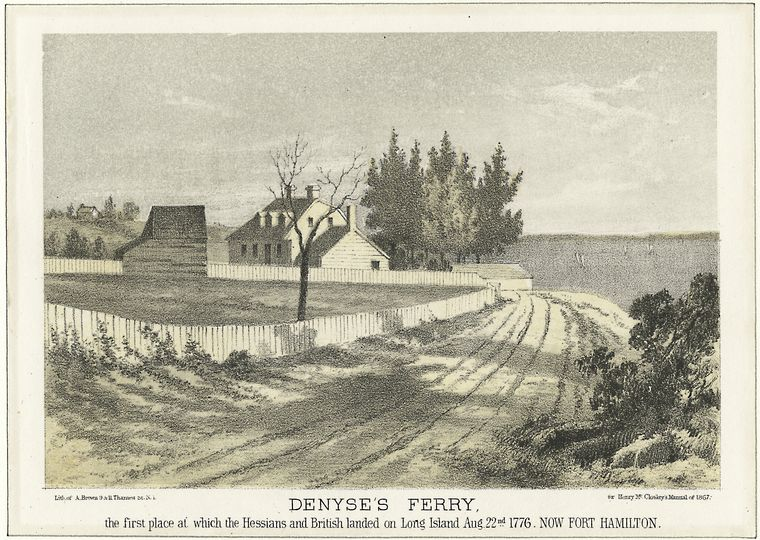
Il luogo dello sbarco delle truppe anglo-assiane, opera di A. Brown

### L'invasione di Long Island
Alle ore 05:10 del 22 agosto, un'avanguardia di 4 000 soldati, al comando di Clinton e Cornwallis, lasciò Staten Island per sbarcare indisturbati a Gravesend Bay, Long Island, alle 08:00. I fucilieri della Pennsylvania, guidati da colonnello Edward Hand, posizionati sulla costa si ritirarono uccidendo il bestiame e bruciando le fattorie lungo la strada. A mezzogiorno, erano già sbarcati 15 000 uomini e 40 pezzi d'artiglieria. Con centinaia di lealisti che giungevano per congratularsi con i britannici, Cornwallis avanzò con l'avanguardia per una decina di chilometri fino a Flatbush dove stabilì il suo campo base.
Quello stesso giorno, Washington ricevette la notizia dello sbarco, tuttavia, gli fu detto che le truppe inglesi ammontavano a 8-9 000 uomini. Ciò convinse il generale di aver ragione ed inviò solo altri 1 500 uomini a Brooklyn, facendo salire il numero degli americani a Long Island a 6 000 unità. Il 24 agosto, Washington sostituì il generale Sullivan con Israel Putnam che giunse sull'isola il giorno seguente portando con sé sei battaglioni. Nel frattempo giunsero 5 000 assiani, portando il totale dei soldati britannici a 20 000 uomini. Nei giorni immediatamente successivi, si verificarono delle brevi schermaglie con i fucilieri americani che di volta in volta colpivano le truppe inglesi che uscivano in pattuglia.

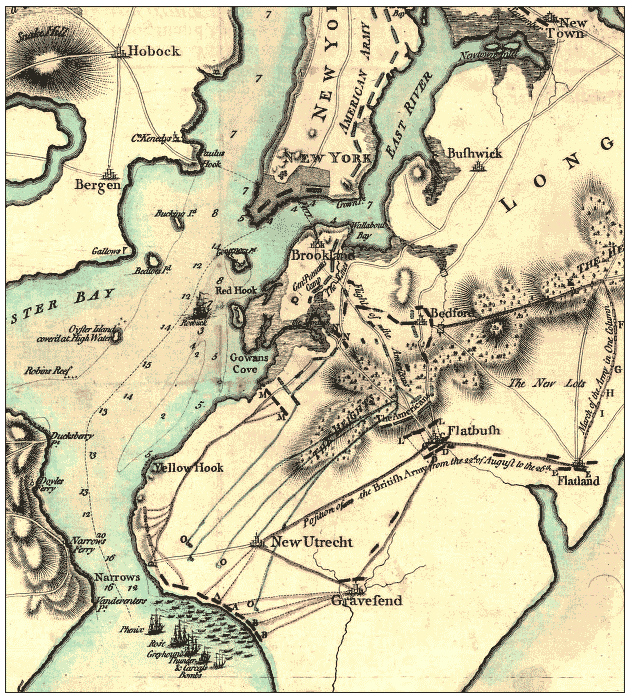
Mappa militare britannica del 1776

Il piano americano prevedeva che Putnam avrebbe diretto le difese da Brooklyn Heights mentre Sullivan e Stirling sarebbero rimasti, con le rispettive truppe, a Guan Heights.
I crinali di Guan raggiungevano i 45 m di altitudine perciò i difensori controllavano la maggior parte delle vie che conducevano a Brooklyn Heights. Washington credeva che posizionando gli uomini sulle colline si sarebbe potuto infliggere pesanti perdite ai britannici prima che questi giungessero a Brooklyn Heights. Vi erano tre vie per raggiungere Brooklyn Heights: a ovest la Gowanus Road, difesa dai 500 uomini di Stirling; al centro la Bedford Road, difesa da 800 uomini al comando di Sullivan; a est la Flatbush Road, difesa da 1 000 uomini guidati sempre da Sullivan. 6 000 soldati sarebbero rimasti indietro, presso Brooklyn Heights. Vi era inoltre una quarta via, meno conosciuta, chiamata Jamaica Pass, difesa appena da cinque ufficiali miliziani a cavallo.
Sul fianco britannico, il generale Clinton apprese dell'esistenza del Jamaica Pass dai lealisti locali. Clinton ideò un piano il quale prevedeva che il grosso delle forze marciasse di notte, attraversando il Jamaica Pass, per colpire gli americani sul fianco mentre le restanti truppe avrebbero tenuto occupati i ribelli con un attacco diretto. Howe decise che il 26 agosto il piano sarebbe stato attuato: Clinton avrebbe guidato 10 000 uomini attraverso il passo in una marcia notturna, mentre il generale James Grant avrebbe condotto 4 000 uomini, tra cui una parte degli assiani, nel diversivo.

## La battaglia

### La marcia notturna
Alle ore 21:00, i britannici si misero in cammino. Clinton guidò la fanteria leggera con le baionette inastate, seguiti da Cornwallis con otto battaglioni e 14 pezzi d'artiglieria. A sua volta, Cornwallis era seguito da Howe e Hugh Percy con altri sei battaglioni. La colonna, lunga 3 km, consisteva di 10 000 uomini guidati da tre agricoltori lealisti verso nord-est per poi virare verso nord presso il villaggio di New Lots.
La colonna non incontrò truppe americane e giunse ben presto alla taverna Da Howard, a poche centinaia di metri dal Jamaica Pass. Il proprietario e suo figlio furono costretti a mostrare agli inglesi una vecchia pista indiana che attraversava il passo verso ovest. Pochi minuti dopo, i cinque miliziani americani a guardia del passo furono catturati senza sparare un colpo. All'alba la marcia si fermò e gli uomini poterono riposarsi. Alle ore 09:00, spararono due colpi di cannoni per segnalare agli assiani e agli uomini a est di cominciare l'attacco diversivo.

### L'attacco diversivo di Grant

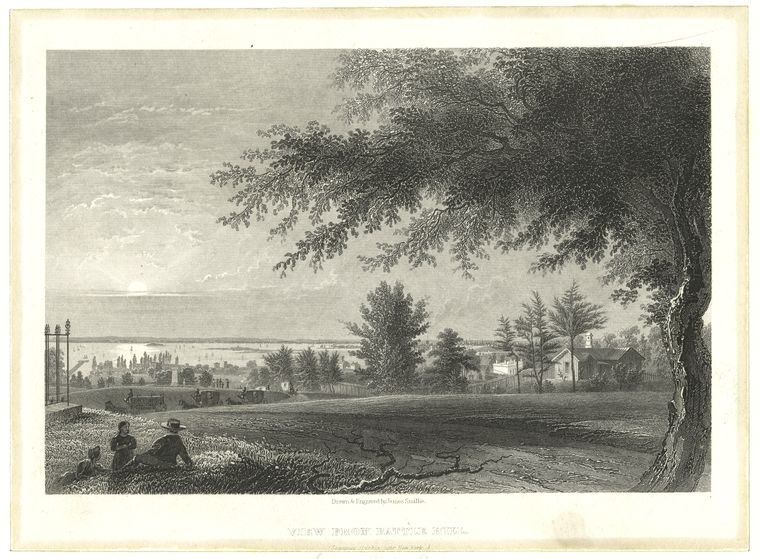
Vista della baia di New York da Brooklyn

Il 26 agosto 1776 alle ore 11:00, il primo colpo della battaglia di Long Island venne sparato dagli americani presso la taverna Red Lion (Leone Rosso) contro due soldati inglesi che si stavano rifornendo di cibo in un campo di cocomeri vicino.
Alle ore 01:00 del 27 agosto, due-trecento soldati britannici si avvicinarono a Red Lion. Gli americani aprirono il fuoco e subito dopo si ritirarono tuttavia il loro comandante, il maggiore Edward Burd, con un tenente e quindici soldati furono fatti prigionieri lungo la strada.
Alle 03:00, Putnam venne avvisato da una guardia che i britannici stavano attaccando attraverso quella via. Putnam accese un segnale per Washington che era a Manhattan, per poi dirigersi a sud per avvertire Stirling dell'attacco. Stirling si mosse portando con sé due reggimenti di fanteria, seguito a poca distanza da altri 250 uomini. Stirling si riunì con gli uomini agli ordini del generale Samuel Holden Parsons e del colonnello Samuel Atlee, formando un gruppo di circa 1 500 uomini in grado di fermare i britannici.
Stirling piazzò Atlee in un frutteto a sud della strada mentre lui con i due reggimenti prese posizione a nord degli uomini di Atlee, su un lieve pendio da cui aprirono il fuoco al sopraggiungere degli inglesi. Questi ultimi tentarono di aggirare la collina ma gli americani riuscirono a fermarli dopo uno scontro feroce, dove i britannici subirono il numero maggiore di perdite di tutta la battaglia di Long Island.
In parte proprio a causa della ferocia di questo combattimento e al numero di truppe inglesi coinvolte, gli americani non erano ancora consci che quello non era l'assalto principale.

### La battaglia nel passo

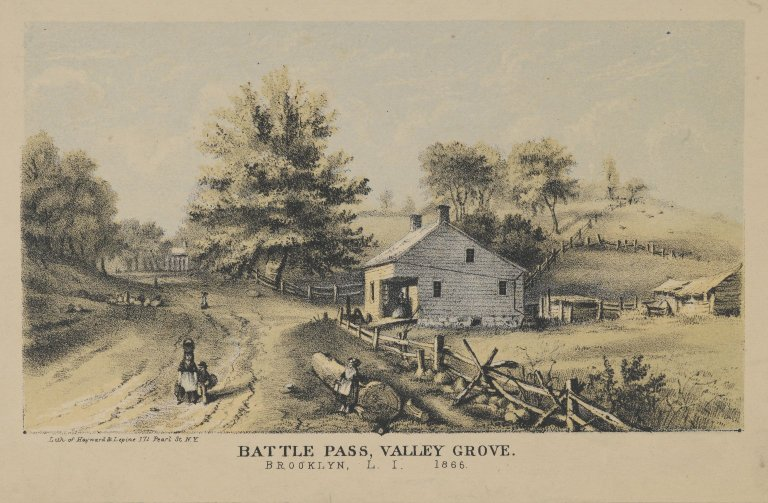
Litografia risalente circa al 1866

Gli assiani, al comando del generale von Heister, cominciarono a bombardare le linee americane del generale Sullivan senza attaccare poiché attendevano il segnale dagli inglesi che in quel momento stavano aggirando i difensori. Pensando sempre che l'attacco di Grant fosse l'assalto principale, Sullivan inviò altri quattrocento uomini ad aiutare Stirling.
Howe lanciò il segnale con i cannoni alle ore 09:00 e gli assiani attaccarono tenendo occupati gli americani mentre i britannici giungevano dalle loro retrovie. Sullivan lasciò la sua avanguardia ad affrontare i tedeschi mentre lui condusse il resto delle sue forze contro gli inglesi. Vi furono molte perdite da entrambe le parti e diversi uomini fuggirono dalla paura. Sullivan tentò quindi una ritirata ma nel frattempo gli assiani avevano sopraffatto l'avanguardia americana, esponendo totalmente il fianco sinistro dei ribelli. Cominciò così uno scontro corpo a corpo durante il quale gli americani circondati furono colpiti dalle baionette tedesche. Nonostante il caos, Sullivan riuscì a far evacuare la maggior parte del suo esercito fino a Brooklyn Heights, ritirata che a lui stesso non riuscì poiché fu fatto prigioniero.

### L'abitazione dei Vechte-Cortelyou

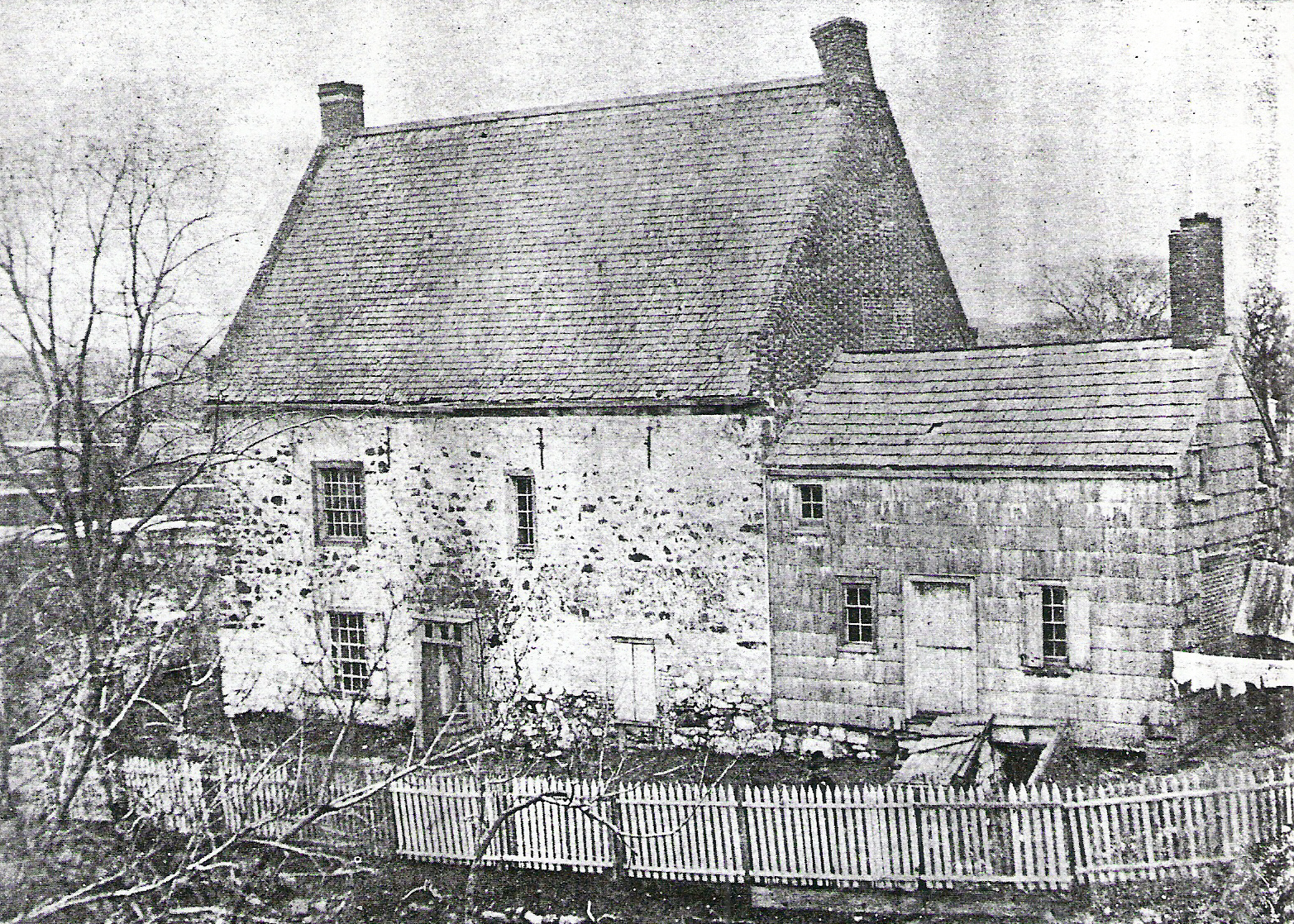
L'abitazione dei Vechte-Cortelyou

Alle 09:00, Washington arrivò da Manhattan. Realizzò subito di aver sbagliato a considerare l'attacco a Long Island un diversivo e ordinò che altri uomini si spostassero da Manhattan a Brooklyn, posizionando il suo campo base probabilmente a Brooklyn Heights da dove poteva vedere bene il campo di battaglia.
Sul fianco americano, a ovest, Stirling teneva ancora la linea contro Grant. Resistettero per quattro ore, non ancora consci che gli inglesi li stavano aggirando sul fianco. Tuttavia, alle ore 11:00, Grant, supportato da 2 000 marines attaccarono il centro della linea di Stirling mentre gli assiani attaccarono il suo fianco sinistro. Stirling cominciò a ritirarsi ma a quel punto i britannici ormai erano giunti dalla sua retrovia. L'unica via di fuga era attraversare un canale che riforniva un mulino, oltre il quale vi era Brooklyn Heights.

#### Gli uomini del Maryland
Stirling ordinò a tutte le sue truppe, tranne ad un contingente di uomini dal Maryland al comando del maggiore Mordecai Gist, di attraversare il torrente. Gli uomini del Maryland divennero poi noti come i Quattrocento del Maryland, nonostante il loro numero fosse circa 260-270. Stirling e Gist li guidarono in un'azione nella retroguardia contro i 2 000 uomini britannici, supportati da due cannoni. Gli americani attaccarono due volte gli inglesi, arroccati presso l'abitazione dei Vechte-Cortelyou. Dopo l'ultimo assalto, le truppe restanti attraversarono il torrente Gowanus ma alcuni furono fatti prigionieri, tra cui Stirling che, piuttosto di arrendersi agli inglesi, attraversò le loro linee e si arrese al comandante assiano. Duecentocinquantasei soldati del Maryland furono uccisi negli assalti e meno di una dozzina riuscì a raggiungere le linee americane.

### La fine degli scontri
Howe, dopo la ritirata americana, decise di interrompere l'attacco, nonostante le proteste di molti ufficiali che credevano fosse meglio assaltare anche Brooklyn Heights. Invece di eseguire un attacco diretto alle difese americane, preferì organizzare un assedio pensando sostanzialmente che i ribelli erano bloccati, circondati via terra dall'esercito britannico e via mare dalla marina inglese.
Questa decisione di Howe potrebbe essere stata presa per evitare il numero di vittime inglesi sofferte nella battaglia di Bunker Hill. Potrebbe però anche, nella tradizione europea degli ufficiali gentiluomini, aver concesso a Washington di accettare il fatto di essere circondato e arrendersi. Di fronte al Parlamento nel 1779, Howe riferì di aver preso questa decisione per evitare un numero eccessivo di vittime all'esercito britannico.

## Le conseguenze

### La ritirata a Manhattan
Washington e il suo esercito si ritrovarono circondati a Brooklyn Heights con l'East River alle loro spalle. Gli inglesi cominciarono subito a scavare trincee e lentamente si avvicinarono sempre più alle difese americane, per poter poi attaccare senza dover attraversare uno spazio aperto. Nonostante la situazione fosse critica, Washington ordinò che altri 1 200 uomini si spostassero il 28 agosto da Manhattan a Brooklyn. I due reggimenti coinvolti erano agli ordini di John Glover, la cui unità era del Massachusetts, e di Thomas Mifflin, comandante degli uomini della Pennsylvania. Nel pomeriggio del 28 agosto, cominciò a piovere e con il prosieguo della pioggia, Washington inviò una lettera ordinando a William Heath, a Kingsbridge tra Manhattan e l'odierno Bronx, di inviare ogni imbarcazione di qualunque tipo immediatamente. Alle 16:00 del 29 agosto, Washington tenne un incontro con i suoi generali. Mifflin consigliò a Washington di ritirarsi a Manhattan mentre lui e i suoi uomini avrebbero protetto la retroguardia, finché tutto l'esercito non avesse completato l'attraversamento. Gli altri ufficiali furono d'accordo e Washington spedì gli ordini a tutto l'esercito la sera stessa.

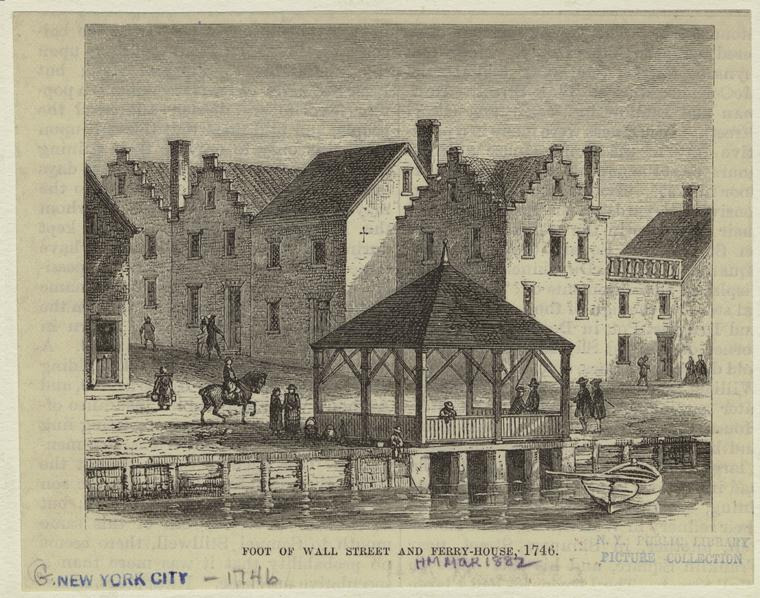
The Foot of Wall Street And Ferry House - 1746. Luogo dell'attraversamento, lungo la sponda di Manhattan sull'East River, noto come Brooklyn Ferry visto nella metà del XVIII secolo

Alle truppe venne detto di raccogliere tutte le munizioni e gli equipaggiamenti per un attacco notturno. Alle ore 21:00, i malati e i feriti cominciarono a spostarsi verso Brooklyn Ferry per prepararsi all'evacuazione. Alle 23:00, Glover e i soldati del Massachusetts, che non erano nulla di più che marinai e pescatori, cominciarono ad evacuare le truppe.

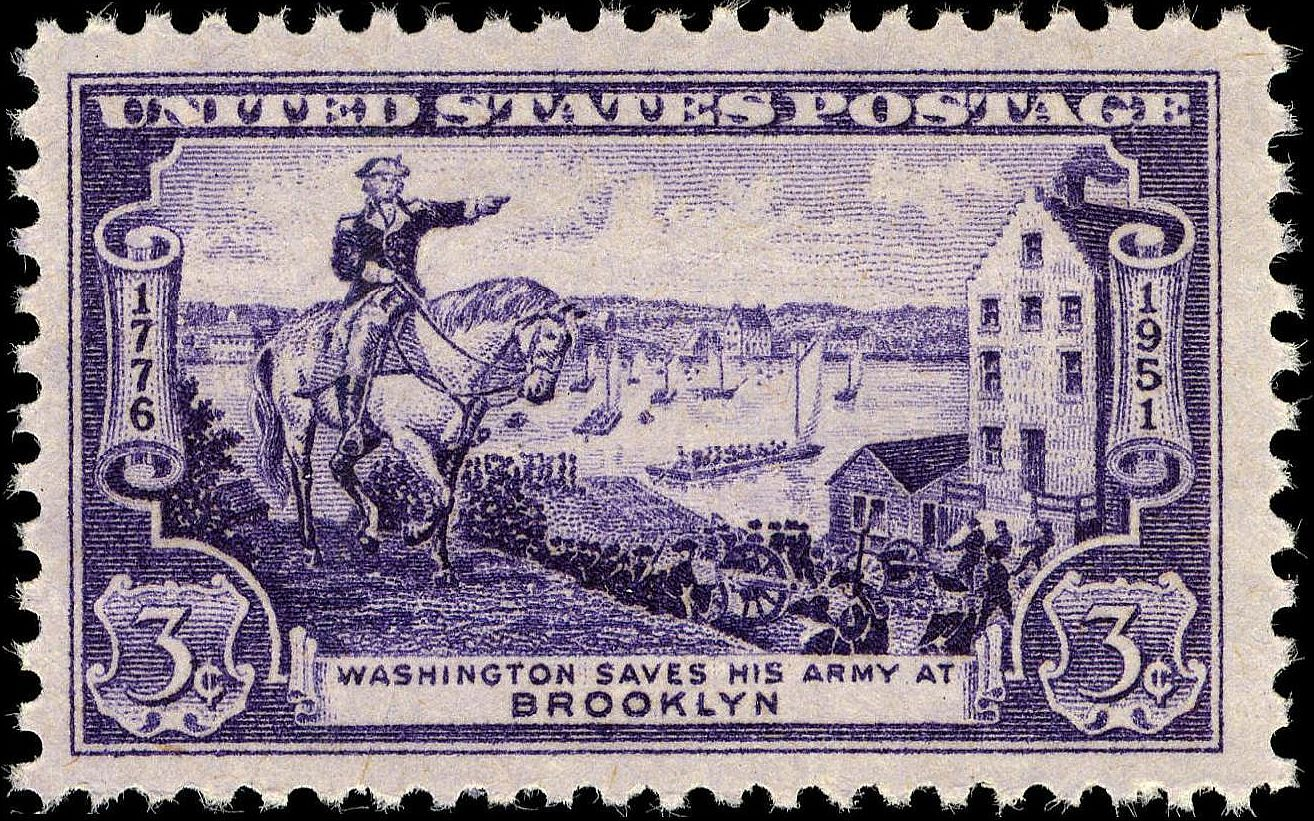
Washington evacuating Army. Dipinto rappresentante l'evacuazione a Brooklyn Ferry

Man mano che le truppe evacuavano l'area, ad altre veniva ordinato di ritirarsi dal campo di battaglia e dirigersi nella zona di imbarco. Il rumore delle ruote dei carri fu smorzato e agli uomini venne proibito di parlare. Nel frattempo, gli uomini di Mifflin custodivano gli accampamenti per convincere gli inglesi che le truppe ribelli erano ancora tutte ai loro posti. Alle ore 04:00 del 30 agosto, Mifflin venne informato che era giunto il momento dei suoi di attraversare l'East River. A metà strada, incontrato Washington stesso, Mifflin scoprì che vi era stato un errore e dovette ricondurre i suoi uomini indietro agli accampamenti.
L'artiglieria, i rifornimenti e le truppe erano stati tutti evacuati oltre il fiume tuttavia le cose erano andate a rilento e l'alba stava per arrivare. Una nebbia celò le operazioni nonostante che le pattuglie britanniche si fossero accorte che qualcosa non andava e avevano cominciato a cercare gli americani nelle aree circostanti. Mentre accadeva ciò, Washington salpò per ultimo sull'ultima imbarcazione, diretto a Manhattan. Alle 07:00, le ultime truppe americane sbarcarono a Manhattan portando il totale degli uomini evacuati a 9 000.

### La conclusione della campagna

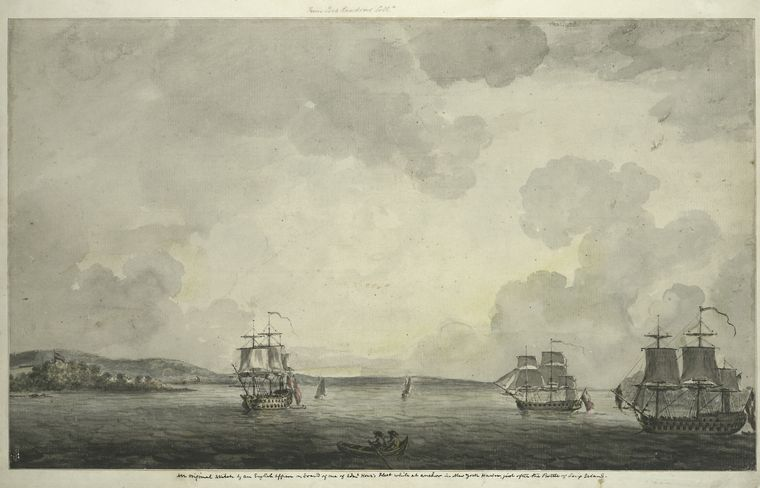
La flotta inglese nella baia di New York dopo la battaglia

I britannici rimasero sorpresi nello scoprire che l'armata di Washington si era ritirata. Nel tardo pomeriggio del 30 agosto, le truppe britanniche occuparono le fortificazioni americane e quando la notizia della vittoria raggiunse Londra, la popolazione festeggiò questo particolare evento. Le campane suonarono a festa, le candele furono accese e poste sulle finestre mentre re Giorgio III conferì al generale Howe l'Ordine del Bagno.
La sconfitta di Washington rivela i suoi problemi come stratega, nel dividere le truppe, la sua inesperienza come generale, nel non comprendere bene la situazione, e nell'incapacità delle sue truppe, che finirono nel caos dopo i primi colpi. D'altra parte, le sue ritirate notturne sono state viste da alcuni storici come uno dei suoi più grandi successi strategici mentre altri storici si concentrano sul fallimento delle forze navali britanniche nel prevenire il ripiegamento americano.
Il generale Howe rimarrà inattivo per i successivi quindici giorni, fino al 15 settembre, quando sbarcherà con le sue forze a Kip's Bay, Manhattan, per poi occupare la città. Nonostante il fatto che gli americani sarebbero riusciti a vincere la successiva battaglia di Harlem Heights, Howe avrebbe sconfitto Washington nella battaglia di White Plains e di Fort Washington. A causa di queste sconfitte, Washington e il suo esercito si ritireranno ulteriormente nel New Jersey e in Pennsylvania.

### Le vittime

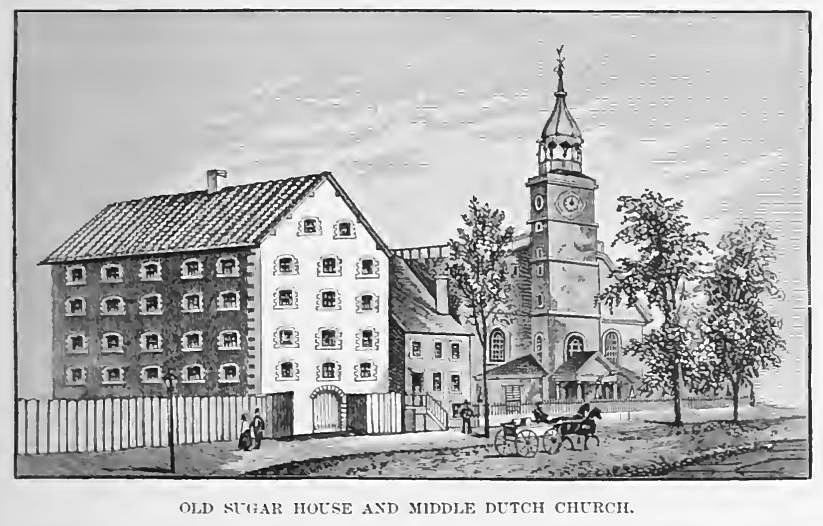
Una chiesa costruita dagli olandesi. L'edificio venne usato come luogo di detenzione dei prigionieri catturati dagli inglesi durante la battaglia e gli eventi successivi. Oggi al suo posto vi è la Chase Manhattan Bank

All'epoca, la battaglia fu la più vasta combattuta nel America del Nord. Se si considera anche la Royal Navy, più di 40 000 uomini presero parte allo scontro. Howe riportò le sue perdite in 59 morti, 268 feriti e 31 dispersi. Le perdite assiane invece furono conteggiate come 5 morti e 26 feriti. Gli americani subirono perdite molto maggiori: circa 300 morti e più di 1 000 feriti. Circa la metà dei prigionieri sopravvisse alla detenzione, sopravvivendo alla fame e alla carenza di cure mediche che portò molti prigionieri a morire di vaiolo.
Per Indro Montanelli le perdite americane furono 553 morti, 822 feriti e 621 prigionieri mentre le perdite anglo-assiane furono 214 morti e 416 feriti.
Tra i partecipanti "illustri" di questa battaglia si deve annoverare il patriota e spia Nathan Hale, che venne fatto prigioniero dagli inglesi: condannato all'impiccagione il 22 settembre successivo, pare che prima di morire abbia detto "Mi spiace solo di non avere che una vita da dare al mio paese" ("I only regret that I have but one life to give my country").

## Gli ordini di battaglia

### L'Esercito continentale
| Esercito Continentale                                  |                                             |                                               |
| Comandante in capo                                     |                                             |                                               |
| Gen. George Washington                                 |                                             |                                               |
| Comandante dell'artiglieria                            |                                             | Comandante dei presidi di Brooklyn            |
| Col. Henry Knox                                        |                                             | Mag. Gen. Israel Putnam                       |
| Divisione di Putnam (Mag. Gen. Israel Putnam)          |                                             |                                               |
| Prima ala                                              | Seconda ala                                 | Terza ala                                     |
| Brig. Gen. James Clinton                               | Brig. Gen. John Morin Scott                 | Brig. Gen. John Fellows                       |
| 3º Reggimento "Continentale" (Massachusetts)           | 1º Battaglione Indipendente New York        | Milizia della contea di Worcester             |
| 13º Reggimento "Continentale" (Massachusetts)          | 2º Battaglione contea di New York           | Milizia delle contee di Plymouth e Bristol    |
| 23º Reggimento "Continentale" (Massachusetts)          | Milizia di New York                         | Milizia della contea di Berkshire             |
| 26º Reggimento "Continentale" (Massachusetts)          | Milizia di New York                         | 14º Reggimento "Continentale" (Massachusetts) |
| Divisione di Heath (Mag. Gen. William Heath)           |                                             |                                               |
| Prima ala                                              | Seconda ala                                 | -                                             |
| Brig. Gen. Thomas Mifflin                              | Brig. Gen. George Clinton                   | -                                             |
| 3º Battaglione "Pennsylvania"                          | Milizia di New York                         | -                                             |
| 5º Battaglione "Pennsylvania"                          | Milizia di New York                         | -                                             |
| 16º Reggimento "Continentale" (Massachusetts)          | Milizia di New York                         | -                                             |
| 27º Reggimento "Continentale" (Massachusetts)          | Milizia di New York                         | -                                             |
| Battaglione di Ward (Connecticut)                      | Milizia di New York                         | -                                             |
| Divisione di Spencer (Mag. Gen. Joseph Spencer)        |                                             |                                               |
| Prima ala                                              | Seconda ala                                 | -                                             |
| Brig. Gen. Samuel Holden Parsons                       | Brig. Gen. James Wadsworth                  | -                                             |
| 10º Reggimento "Continentale" (Connecticut)            | Coscritti del Connecticut                   | -                                             |
| 17º Reggimento "Continentale" (Connecticut)            | Coscritti del Connecticut                   | -                                             |
| 20º Reggimento "Continentale" (Connecticut)            | Coscritti del Connecticut                   | -                                             |
| 21º Reggimento "Continentale" (Massachusetts)          | Coscritti del Connecticut                   | -                                             |
| 22º Reggimento "Continentale" (Connecticut)            | Coscritti del Connecticut                   | -                                             |
| -                                                      | Coscritti del Connecticut                   | -                                             |
| -                                                      | Coscritti del Connecticut                   | -                                             |
| Divisione di Sullivan (Mag. Gen. John Sullivan)        |                                             |                                               |
| Prima ala                                              | Seconda ala                                 | -                                             |
| Brig. Gen. William Alexander                           | Brig. Gen. Alexander McDougall              | -                                             |
| 5º Reggimento "Maryland"                               | 1º Reggimento "New York"                    | -                                             |
| 1º Reggimento "Delaware"                               | 3º Reggimento "New York"                    | -                                             |
| Reggimento fucilieri "Pennsylvania"                    | 19º Reggimento "Continentale" (Connecticut) | -                                             |
| Moschettieri della Pennsylvania                        | -                                           | -                                             |
| Milizia della Pennsylvania                             | -                                           | -                                             |
| Milizia della contea di Lancaster                      | -                                           | -                                             |
| Divisione di Greene (Mag. Gen. Nathanael Greene)       |                                             |                                               |
| Prima ala                                              | Seconda ala                                 | -                                             |
| Brig. Gen. John Nixon                                  | Brig. Gen. Nathaniel Heard                  | -                                             |
| 1º Reggimento "Continentale" (Pennsylvania)            | Coscritti del New Jersey                    | -                                             |
| 9º Reggimento "Continentale" (Rhode Island)            | Coscritti del New Jersey                    | -                                             |
| 11º Reggimento "Continentale" (Rhode Island)           | Coscritti del New Jersey                    | -                                             |
| 4º Reggimento fanteria coloniale                       | Coscritti del New Jersey                    | -                                             |
| 7º Reggimento fanteria coloniale                       | Milizia del New Jersey                      | -                                             |
| 13º Reggimento "Continentale" (Massachusetts)          |                                             | -                                             |
| Milizia del Connecticut                                |                                             |                                               |
| 12 Reggimenti della milizia                            |                                             |                                               |
| Milizia di Long Island (Brig. Gen. Nathaniel Woodhull) |                                             |                                               |
| Milizia della contea di Suffolk                        |                                             |                                               |
| Milizia delle contee di Queen's e King's               |                                             |                                               |

### L'Esercito britannico
| Esercito Britannico                              |                                  |                                                        |
| Comandante in capo                               |                                  |                                                        |
| Sir William Howe                                 |                                  |                                                        |
| Divisione di Clinton                             | Divisione di Cleveland           | -                                                      |
| Ten. Gen. Henry Clinton                          | Brig. Gen. Samuel Cleveland      | -                                                      |
| 3ª Brigata fanteria leggera                      | 1ª Brigata artiglieria           | -                                                      |
| 1º Battaglione fanteria leggera                  | 2ª Brigata artiglieria           | -                                                      |
| 2º Battaglione fanteria leggera                  | 3ª Brigata artiglieria           | -                                                      |
| Prima Linea                                      |                                  |                                                        |
| Prima brigata                                    | Seconda brigata                  | Quinta brigata                                         |
| Brig. Gen. James Robertson                       | Mag. Gen. Robert Pigot           | Brig. Gen. Francis Smith                               |
| 4º Reggimento fanteria di linea "The King's Own" | 5º Reggimento fanteria di linea  | 22º Reggimento fanteria di linea                       |
| 15º Reggimento fanteria di linea                 | 28º Reggimento fanteria di linea | 43º Reggimento fanteria di linea                       |
| 27º Reggimento fanteria di linea                 | 35º Reggimento fanteria di linea | 54º Reggimento fanteria di linea                       |
| 45º Reggimento fanteria di linea                 | 49º Reggimento fanteria di linea | 63º Reggimento fanteria di linea                       |
| Sesta brigata (prima ala)                        | Sesta brigata (seconda ala)      | Cavalleria                                             |
| Mag. Gen. James Agnew                            | Mag. Gen. Edward Mathews         | Mag. Gen. George Preston                               |
| 23º Reggimento fanteria di linea                 | 1º Battaglione guardie           | 17º Reggimento dragoni leggeri                         |
| 44º Reggimento fanteria di linea                 | 2º Battaglione guardie           | -                                                      |
| 57º Reggimento fanteria di linea                 | -                                | -                                                      |
| 64º Reggimento fanteria di linea                 | -                                | -                                                      |
| Seconda Linea (Ten. Gen. Hugh Percy)             |                                  |                                                        |
| Terza brigata                                    | Quarta brigata (prima ala)       | Quarta brigata (seconda ala)                           |
| Mag. Gen. Valentine Jones                        | Mag. Gen. James Grant            | Brig. Gen. William Erskine                             |
| 10º Reggimento fanteria di linea                 | 17º Reggimento fanteria di linea | 1º Battaglione del 71º Reggimento "Fraser Highlanders" |
| 37º Reggimento fanteria di linea                 | 40º Reggimento fanteria di linea | 2º Battaglione del 71º Reggimento "Fraser Highlanders" |
| 38º Reggimento fanteria di linea                 | 46º Reggimento fanteria di linea | 3º Battaglione del 71º Reggimento "Fraser Highlanders" |
| 52º Reggimento fanteria di linea                 | 5º Reggimento fanteria di linea  | -                                                      |
| Forze di riserva (Ten. Gen. Charles Cornwallis)  |                                  |                                                        |
| 1º Battaglione granatieri                        |                                  |                                                        |
| 2º Battaglione granatieri                        |                                  |                                                        |
| 3º Battaglione granatieri                        |                                  |                                                        |
| 4º Battaglione granatieri                        |                                  |                                                        |
| 33º Reggimento fanteria di linea                 |                                  |                                                        |
| 42º Reggimento Royal Highland "The Black Watch"  |                                  |                                                        |

### Gli assiani
| Unità                           | Comandante                                   | Note |
| ------------------------------- | -------------------------------------------- | --- |
| Brigata Mirbach                 | Major Generale Werner von Mirbach            | Questa brigata partecipò all'attacco frontale in coincidenza con la manovra aggirante britannica delle forze di Clinton e Howe. |
| Knyphausen Regiment             | Colonnello von Borck                         | Questa brigata partecipò all'attacco frontale in coincidenza con la manovra aggirante britannica delle forze di Clinton e Howe. |
| Rall Regiment                   | Colonnello Johann Rall                       | Questa brigata partecipò all'attacco frontale in coincidenza con la manovra aggirante britannica delle forze di Clinton e Howe. |
| Lossberg Regiment               | Colonnello H. von Heringen                   | Questa brigata partecipò all'attacco frontale in coincidenza con la manovra aggirante britannica delle forze di Clinton e Howe. |
| Brigata Stirn                   | Maggior generale J. D. von Stirn             | Questa brigata partecipò all'attacco frontale con coincidenza con la manovra aggirante di Clinton e Howe. |
| Donop Regiment                  | Colonnello D. E.von Gosen                    | Questa brigata partecipò all'attacco frontale con coincidenza con la manovra aggirante di Clinton e Howe. |
| Mirbach Regiment                | Colonnello Johann von Loos                   | Questa brigata partecipò all'attacco frontale con coincidenza con la manovra aggirante di Clinton e Howe. |
| Erbprinz Regiment               | Colonnello C. W. von Hachenberg              | Questa brigata partecipò all'attacco frontale con coincidenza con la manovra aggirante di Clinton e Howe. |
| Brigata Donop                   | Colonnello Karl Emil von Donop               | Questa brigata partecipò all'attacco frontale in coincidenza con la manovra aggirante britannica. Questi soldati, inclusi i cacciatori del Feldjäger Corps, erano all'avanguardia della colonna assiana. Molti soldati americani si arresero a queste unità tedesche. |
| Bloch Grenadier Battalion       | Tenente colonnello Justus von Bloch          | Questa brigata partecipò all'attacco frontale in coincidenza con la manovra aggirante britannica. Questi soldati, inclusi i cacciatori del Feldjäger Corps, erano all'avanguardia della colonna assiana. Molti soldati americani si arresero a queste unità tedesche. |
| Minnigerode Grenadier Battalion | Tenente colonnello Friedrich von Minnigerode | Questa brigata partecipò all'attacco frontale in coincidenza con la manovra aggirante britannica. Questi soldati, inclusi i cacciatori del Feldjäger Corps, erano all'avanguardia della colonna assiana. Molti soldati americani si arresero a queste unità tedesche. |
| Linsing Grenadier Battalion     | Tenente colonnello Otto von Linsing          | Questa brigata partecipò all'attacco frontale in coincidenza con la manovra aggirante britannica. Questi soldati, inclusi i cacciatori del Feldjäger Corps, erano all'avanguardia della colonna assiana. Molti soldati americani si arresero a queste unità tedesche. |
| Feldjäger Corps                 | Colonnello Karl Emil von Donop               | |
| Brigata Lossberg                | Colonnello A. H. von Lossberg                | Questa brigata rimase a Staten Island per difendere gli accampamenti britannici e tedeschi e non prese parte all'azione. |
| Ditfurth Regiment               | Colonnello Carl von Bose                     | Questa brigata rimase a Staten Island per difendere gli accampamenti britannici e tedeschi e non prese parte all'azione. |
| Trumbach Regiment               | Colonnello C. E. von Bischauen               | Questa brigata rimase a Staten Island per difendere gli accampamenti britannici e tedeschi e non prese parte all'azione. |